# Демет Акалин
Демет Акалин (тур. Demet Akalın; 23. април 1972) је турска певачица и бивша манекенка. Због популарних песама које је објавила од средине 2000-их, постала је једно од најпрепознатљивијих имена турске поп музике.
Акалин, за коју музички критичари сматрају да је створила сопствени стил, често се појављивала на насловницама часописа и била је предмет бројних таблоидних извештаја. Од 2007. до 2018. била је у сталној свађи са Ханде Јенер, а њихове свађе су с времена на време објављиване у таблоидима. Након што су њени бракови са Огузом Кајханом 2006. и Ондером Бекенсиром 2010. окончани разводом, удала се за Окана Курта 2012. и прво дете пара Хира је рођена 2014. Пар се развео 2018. До данас је освојила бројне музичке награде, укључујући и два Златна лептира.

## Биографија
Демет Акалин је рођена 23. априла 1972. у Голџуку. Њена породица по оцу су Лази, док је њена бака по мајци била татарског, а деда по мајци бошњачког порекла. Касније се придружила агенцији за моделе Неше Ерберк. У међувремену, глумила је у бројним филмовима и ТВ серијама.
У септембру 1996. излази њен први студијски албум Sebebim. Песме су биле мешавина попа и арабеске. У јуну 2000. излази њен први ЕП Yalan Sevdan. За песму "Senin Anan Güzel mi?" направљен је музички спот, који је касније похваљен као један од најранијих примера модерне турске поп музике. Други студијски албум Unuttum је изашао јуна 2003. У децембру 2004 је изашао њен трећи албум под називом Banane. Песме на овом албуму су написали Сердар Ортач и Јилдиз Тилбе. Албум је продат у 40.000 примерака.

## Дискографија
- Sebebim (1996)
- Unuttum (2003)
- Banane (2004)
- Kusursuz 19 (2006)
- Dans Et (2008)
- Zirve (2010)
- Giderli 16 (2012)
- Rekor (2014)
- Pırlanta (2015)
- Rakipsiz (2016)
- Ateş (2019)

## Филантропија
Демет Акалин је донирала 50.000, односно 10.000 лира Мехметчик фондацији 2016. и 2017. 2019. донирала је приход од свог концерта у Летњој дворани Џемил Топузлу истој добротворној организацији. У децембру 2019. Акалин је заједно са Ханде Јенер и продуцентом Полатом Јаџијем имала састанак са турским председником Реџепом Тајипом Ердоганом. Превенција злостављања деце и насиља над женама биле су међу темама о којима се разговарало током састанка.